# 沖縄県立宮古高等女学校
沖縄県立宮古高等女学校 (おきなわけんりつみやここうとうじょがっこう) は1936年に創立された戦前の宮古島唯一の女子中闘教育機関。1944年から日本軍に校舎を接収され、また空襲で校舎を焼失する。沖縄戦では飛行場建設や陣地構築のほかに、軍の野戦病院などに看護要員として動員され、48名のうち1名が亡くなっている。戦後は陸軍病院内で授業再開され、1946年に仮校舎を建設。1954年7月1日、沖縄県立宮古高等学校に統合され、「宮高女」とよばれた宮古高等女学校は創立18年の歴史に幕を閉じた。

## 沿革
1936年3月20日、宮古高等女学校が宮古群町村組合により創立、4月6日、入学生56人、宮古支庁の一室を仮教室に授業開始。5月8日、開校式にて初代校長城間隆栄が赴任。
1937年5月23日、学舎、平良町字下里大原1132番地に決定され、9月14日に新校舎に移転。
1938年から1939年、沖縄県立への移管を県庁に数回にわたって陳情する。
1940年4月1日、県立として移管、沖縄県立宮古高等女学校となる。
1944年7月17日、校舎が豊5611部隊に接収され、事務所が平良町西里301番地本村恵康方に移転。8月20日、生徒の疎開方針決定。
1945年3月27日、空襲により校舎など大被害を受け、卒業式は中止される。10月、宮古支庁を仮教室に授業。
1946年1月1日、校舎復旧資金調達演芸会が10日間にわたって開かれる。2月3日に宮古高等学校女子部と改称、仮校舎が落成。
1948年4月1日、学制改革（六・三・三）により宮古女子高等学校と改称される。
1954年7月1日、沖縄県立宮古高等学校に統合、7月30日、宮古女子高等学校が廃止される。
1998年11月16日、宮古高等女学校・宮古女子高等学校の跡地の碑が、現在の県立宮古高校の野球場裏に建立。
2015年6月10日、創立80周年記念式典が開かれ、会員の高齢化などから式典を最後に同窓会活動を終えることが報告された。 

## 宮古高女学徒隊
1944年7月17日、学舎が軍に接収され、民家の仮校舎で授業する。週の半分は海軍宮古島飛行場の建設などに動員されるようになる。また半分近くの生徒が台湾などに疎開する。十・十空襲では平良港に碇泊していた輸送船が爆撃され、負傷者の搬送に動員される。

1945年3月23日、卒業式当日、未明からの空襲で校舎が破壊され、卒業生は防空壕で卒業証書を受け取り、在校生と共に陸軍軍属として動員される。3年生と4年生は第28師団第2野戦病院、第4野戦病院、そして宮古島陸軍病院に動員された。4月からは空襲で負傷兵が毎日運ばれてくる。5月4日の艦砲射撃の夜、第1野戦病院は、鏡原の細竹陣地へ移動。宮古島には当時3万の兵士が駐屯、マラリアの蔓延と飢餓が人々の命を奪い始める。
水汲み当番ででかけた二人の学徒が爆撃で吹き飛ばされ、1名が亡くなっている。病院から解放されたのは終戦後の9月頃であった。